# Jacques Delelienne
Jacques Delelienne, född 25 november 1928, död 3 februari 2020, var en friidrottare från Belgien. Han deltog vid olympiska sommarspelen 1952.